# Акмарал
Акмарал (каз. Ақмарал, до 1998 г. — Парковое) — аул в Катон-Карагайском районе Восточно-Казахстанской области Казахстана. Входит в состав Аккайнарского сельского округа. Код КАТО — 635465400.

## Население
В 1999 году население аула составляло 281 человек (142 мужчины и 139 женщин). По данным переписи 2009 года, в ауле проживало 228 человек (112 мужчин и 116 женщин).